# Buritirama
Buritirama is een gemeente in de Braziliaanse deelstaat Bahia. De gemeente telt 19.492 inwoners (schatting 2009).

## Aangrenzende gemeenten
De gemeente grenst aan Barra, Mansidão, Pilão Arcado, Avelino Lopes (PI) en Júlio Borges (PI).

## Verkeer en vervoer
De plaats ligt aan de weg BA-351.